# Краљ мачева (тарот карта)
Краљ мачева је карта која се користи у картама латинске боје које укључују тарот шпилове. То је део онога што читаоци тарот карата називају „Мала Аркана”.
Тарот карте се користе широм Европе за играње тарот карташких игара.
У земљама енглеског говорног подручја, где су игре углавном непознате, тарот карте су се почеле користити првенствено у сврхе прорицања.

## Употреба прорицања
Карта Краљ мачева из Мале Аркане често се користи за приказивање зрелог човека са здравим интелектуалним разумевањем и расуђивањем. Ова карта приказује човека  одлучног и снажног срца.
Краљ мачева такође може приказивати човека који је немилосрдан или претерано осуђујући; Упитивачу се стога саветује да уравнотежи своју интелектуалну оријентацију са емоционалним разумевањем.